# Matinhos
Matinhos är en stad och kommun i södra Brasilien och ligger i delstaten Paraná. Den är belägen vid Guaratubavikens mynning ut i Atlanten och har mer eller mindre vuxit ihop med grannkommunen Pontal do Paraná i nordostlig riktning längs kusten. Kommunens befolkning uppgår till cirka 30 000 invånare. Andra närbelägna städer är Paranaguá och Guaratuba. Platsen började bosättas under mitten av 1800-talet och kommunen bildades formellt den 19 december 1968 (beslutet att bilda en egen kommun togs dock redan 1967), då man bröt sig ur kommunen Paranaguá.